# Tyranobójstwo
Tyranobójstwo – zabójstwo władcy uchodzącego za 
tyrana.

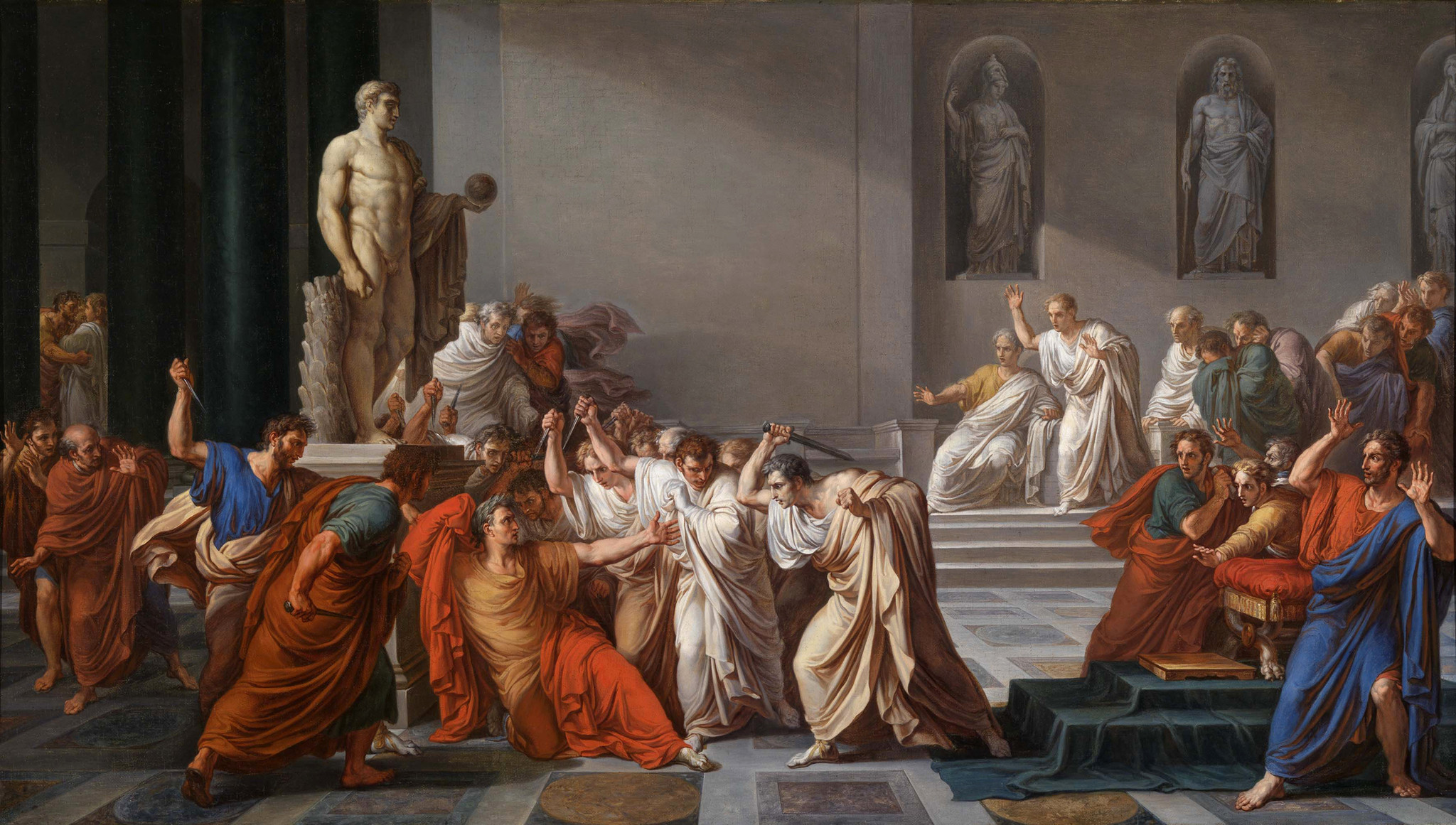
zabójstwo Juliusza Cezara wg. Vincenzo Cammuciniego

Także nieformalna nazwa doktryny politycznej zakładającej prawo poddanych do dokonania zabójstwa na władcy, o ile jego rządy można uznać za tyranię.